# John Wootton
John Wootton
(1682 -1764) fue un pintor Inglés de temas deportivos, escenas de batallas y paisajes. 

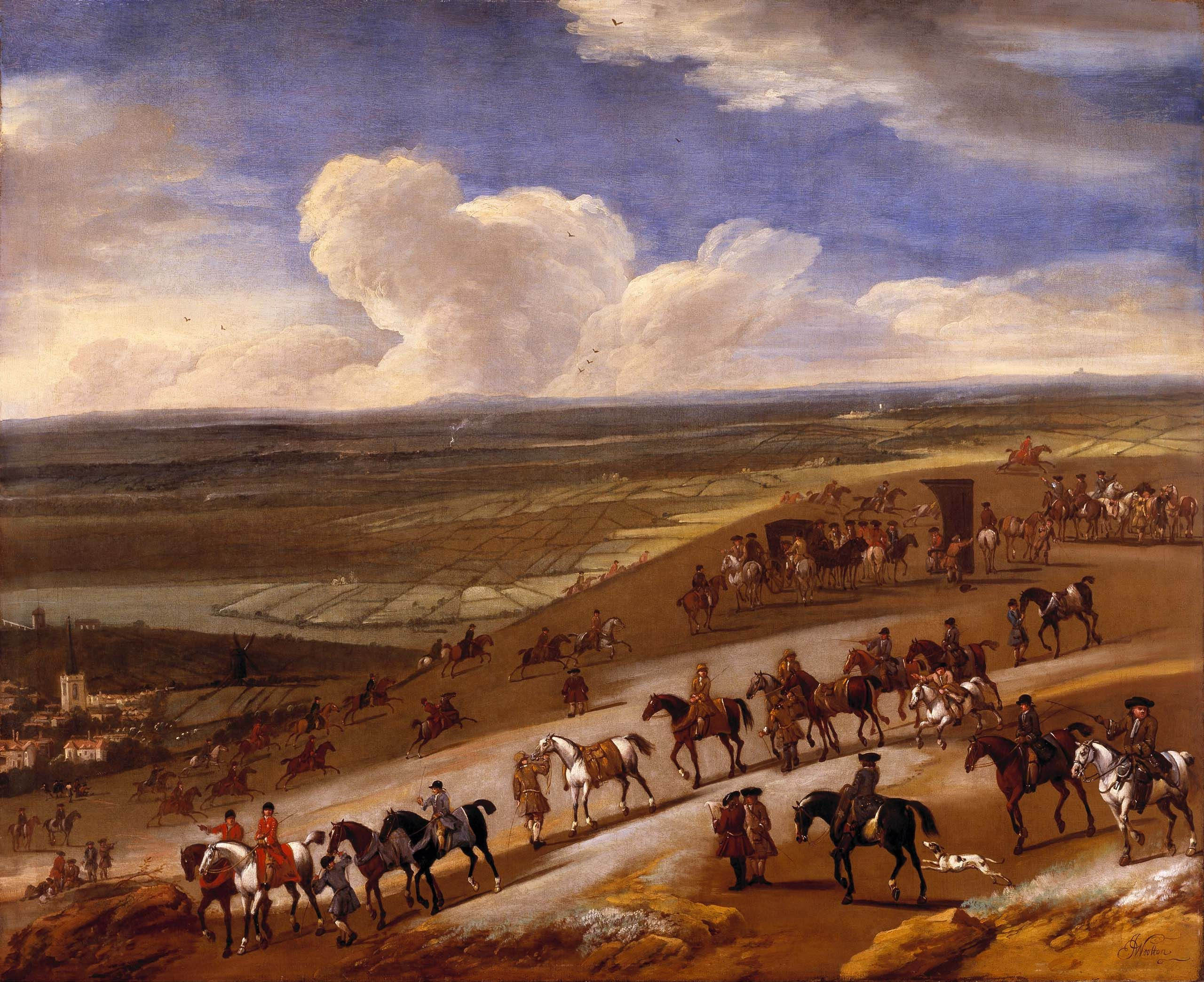
Tregonwell Frampton, by John Wootton

Nacido en Snitterfield, Warwickshire (cerca de Stratford), es recordado como un pionero en la pintura de temas deportivos junto con Peter Tillemans y James Seymour - y era considerado el mejor practicante del género en su día. Como tal, sus pinturas estuvieron muy de moda y sus trabajos eran buscados por aquellos de entre los más altos estratos de la sociedad británica. Entre las figuras del momento se incluyen Jorge II de Inglaterra, Federico Luis de Hannover y el duque de Marlborough. 

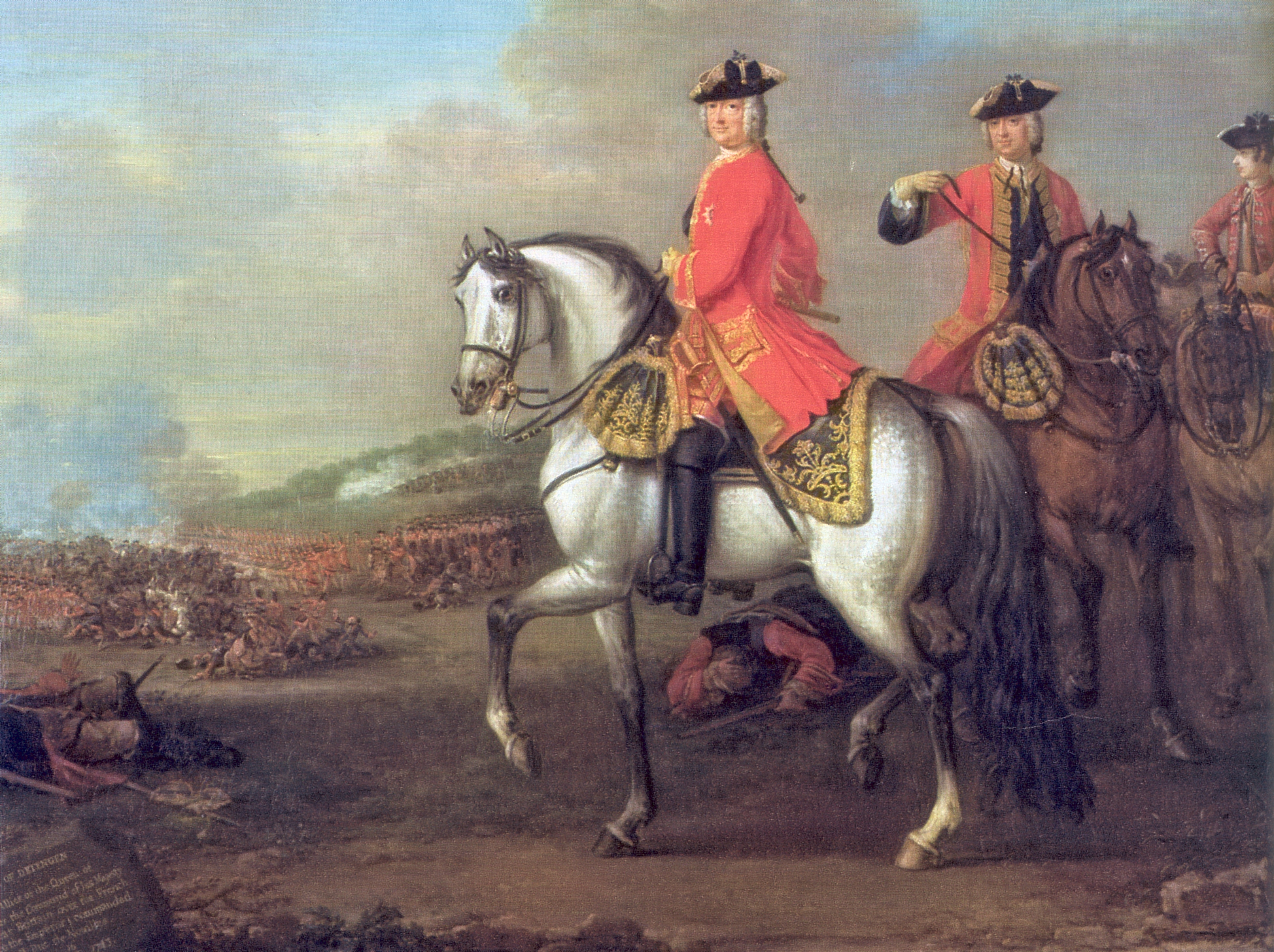
George I.

John Wootton es uno de los que se consideran eclipsados en el campo de la representación de pinturas de animales por los trabajos posteriores de George Stubbs (1724-1806), que se considera técnicamente superior. 

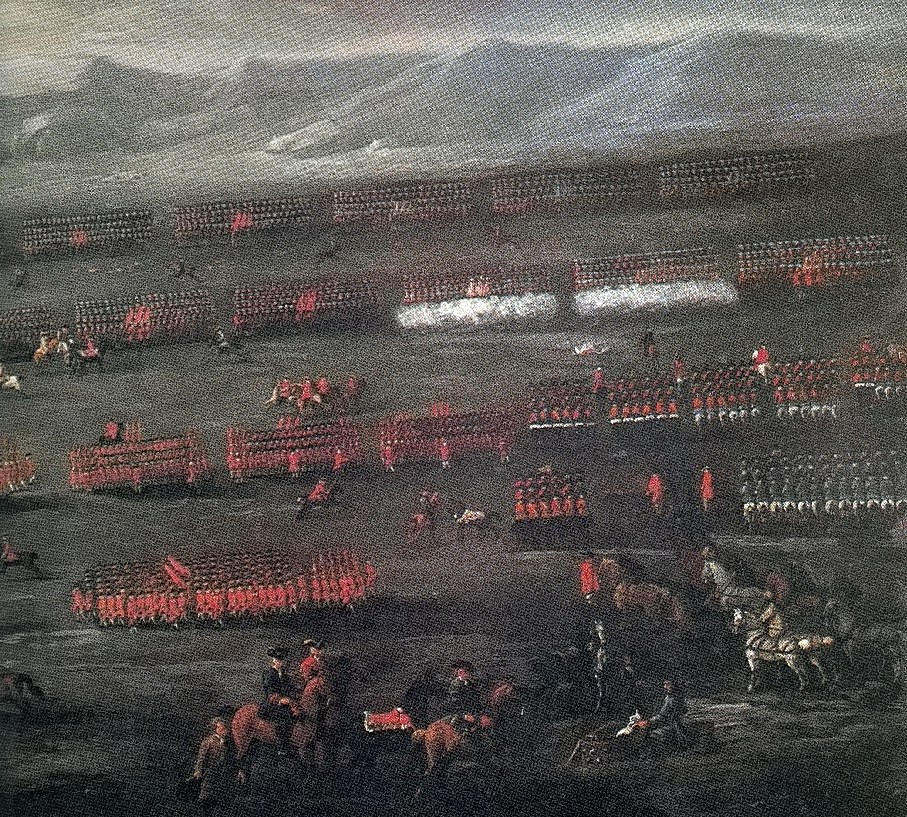
Del Libro “Campos de Batallas Británicos”

John Wootton murió en Londres en 13 de noviembre de 1764. Algunos ejemplos de su pintura de los animales se pueden encontrar en La galería Tate Gallery, en Londres, en el Museo de Arte fino de Virginia, en La Universidad de Yale de Arte Británico, y en el Gran Salón Elizabethan en Longleat. 